# Collegio di Worcester
Worcester è un collegio elettorale inglese situato nelle Midlands Occidentali, rappresentato alla Camera dei comuni del Parlamento del Regno Unito. Elegge un membro del parlamento con il sistema first-past-the-post, ossia maggioritario a turno unico; l'attuale parlamentare è Tom Collins del Partito Laburista, che rappresenta il collegio dal 2024.

## Estensione

Worcester dal 1997 al 2024

- 1918-1950: il County Borough di Worcester.
- 1950-1983: il County Borough di Worcester, il Municipal Borough di Droitwich, e il distretto rurale di Droitwich.
- 1983-1997: la Città di Worcester, e i ward del distretto di Wychavon di Drakes Broughton, Inkberrow, Lenches, Pinvin, Spetchley e Upton Snodsbury.
- dal 1997: la Città di Worcester.

Il collegio copre la città di Worcester ed ha i suoi esatti confini. Confina con il collegio di Mid Worcestershire ad est e con il collegio di West Worcestershire ad ovest.

## Membri del parlamento
| Elezione | Primo deputato                  | Primo deputato                  | Partito                         | Secondo deputato                | Secondo deputato                | Partito                         |
| -------- | ------------------------------- | ------------------------------- | ------------------------------- | ------------------------------- | ------------------------------- | ------------------------------- |
| 1802     |                                 | Joseph Scott                    | Whigs                           |                                 | Abraham Robarts                 | Whigs                           |
| 1806     | Henry Bromley                   |                                 | Whigs                           |                                 | Abraham Robarts                 | Whigs                           |
| 1807 (S) |                                 | William Gordon                  | Tory                            |                                 | Abraham Robarts                 | Whigs                           |
| 1816 (S) |                                 | William Gordon                  | Tory                            | George Coventry                 | Tory                            |                                 |
| 1818     |                                 | Thomas Henry Hastings Davies    | Whigs                           | George Coventry                 | Tory                            |                                 |
| 1826     |                                 | Thomas Henry Hastings Davies    | Whigs                           | George Richard Robinson         | Whigs                           |                                 |
| 1835     |                                 | Joseph Bailey                   | Conservatore                    | George Richard Robinson         | Whigs                           |                                 |
| 1837     |                                 | Joseph Bailey                   | Conservatore                    | Thomas Henry Hastings Davies    | Liberale                        |                                 |
| 1841     | Thomas Wilde                    | Joseph Bailey                   | Conservatore                    |                                 | Liberale                        |                                 |
| 1846 (S) | Denis Le Marchant               | Joseph Bailey                   | Conservatore                    |                                 | Liberale                        |                                 |
| 1847     |                                 | Osman Ricardo                   | Whigs                           |                                 | Francis Rufford                 | Conservatore                    |
| 1852 (S) |                                 | Osman Ricardo                   | Whigs                           | William Laslett                 | Radicale                        |                                 |
| 1859     |                                 | Osman Ricardo                   | Liberale                        | William Laslett                 |                                 | Liberale                        |
| 1860 (S) | Richard Padmore                 | Osman Ricardo                   | Liberale                        |                                 |                                 | Liberale                        |
| 1865     | Richard Padmore                 | Alexander Clunes Sheriff        | Liberale                        |                                 |                                 | Liberale                        |
| 1868     |                                 | Alexander Clunes Sheriff        | Liberale                        | William Laslett                 | Conservatore                    |                                 |
| 1874     |                                 | Alexander Clunes Sheriff        | Liberale                        | Thomas Rowley Hill              | Liberale                        |                                 |
| 1878 (S) |                                 | John Derby Allcroft             | Conservatore                    | Thomas Rowley Hill              | Liberale                        |                                 |
| 1880     |                                 | Aeneas John McIntyre            | Liberale                        | Thomas Rowley Hill              | Liberale                        |                                 |
| 1885     | Il collegio diventa uninominale | Il collegio diventa uninominale | Il collegio diventa uninominale | Il collegio diventa uninominale | Il collegio diventa uninominale | Il collegio diventa uninominale |

| Elezione | Elezione                | Deputato          | Partito      |
| -------- | ----------------------- | ----------------- | ------------ |
|          | 1885                    | George Allsopp    | Conservatore |
| 1906     | George Henry Williamson |                   | Conservatore |
| 1908 (S) | Edward Goulding         |                   | Conservatore |
|          | 1922                    | Richard Fairbairn | Liberale     |
|          | 1923                    | Crawford Greene   | Conservatore |
| 1945     | George Ward             |                   | Conservatore |
| 1961 (S) | Peter Walker            |                   | Conservatore |
| 1992     | Peter Luff              |                   | Conservatore |
|          | 1997                    | Mike Foster       | Laburista    |
|          | 2010                    | Robin Walker      | Conservatore |
|          | 2024                    | Tom Collins       | Laburista    |

## Elezioni

### Elezioni negli anni 2020
| Partito                    | Partito                                           | Candidato                  | Risultati 4 luglio 2024 | Risultati 4 luglio 2024 |
| Partito                    | Partito                                           | Candidato                  | Voti                    | %                       |
| -------------------------- | ------------------------------------------------- | -------------------------- | ----------------------- | ----------------------- |
|                            | Laburista                                         | Tom Collins                | 18 622                  | 40,45                   |
|                            | Conservatore                                      | Marc Bayliss               | 11 506                  | 24,99                   |
|                            | Reform UK                                         | Andy Peplow                | 6 723                   | 14,60                   |
|                            | Verdi                                             | Tor Pingree                | 4 789                   | 10,40                   |
|                            | Lib Dem                                           | Mel Allcott                | 3 986                   | 8,66                    |
|                            | TUSC                                              | Mark Davies                | 280                     | 0,61                    |
|                            | Social Democratico                                | Duncan Murray              | 130                     | 0,28                    |
|                            |                                                   |                            |                         |                         |
| Iscritti                   | Iscritti                                          | Iscritti                   | 74 931                  | 100,00                  |
| ↳ Votanti (% su iscritti)  | ↳ Votanti (% su iscritti)                         | ↳ Votanti (% su iscritti)  | 46 036                  | 61,44                   |
| ↳ Astenuti (% su iscritti) | ↳ Astenuti (% su iscritti)                        | ↳ Astenuti (% su iscritti) | 28 895                  | 38,56                   |
|                            |                                                   |                            |                         |                         |
|                            | Esito: collegio passa da Conservatore a Laburista |                            |                         |                         |

### Elezioni negli anni 2010
| Partito                    | Partito                                   | Candidato                  | Risultati 12 dicembre 2019 | Risultati 12 dicembre 2019 |
| Partito                    | Partito                                   | Candidato                  | Voti                       | %                          |
| -------------------------- | ----------------------------------------- | -------------------------- | -------------------------- | -------------------------- |
|                            | Conservatore                              | Robin Walker               | 25 856                     | 50,80                      |
|                            | Laburista                                 | Lynn Denham                | 19 098                     | 37,52                      |
|                            | Lib Dem                                   | Stephen Kearney            | 3 666                      | 7,20                       |
|                            | Verdi                                     | Louis Stephen              | 1 694                      | 3,33                       |
|                            | Indipendente                              | Martin Potter              | 584                        | 1,15                       |
|                            |                                           |                            |                            |                            |
| Iscritti                   | Iscritti                                  | Iscritti                   | 73 475                     | 100,00                     |
| ↳ Votanti (% su iscritti)  | ↳ Votanti (% su iscritti)                 | ↳ Votanti (% su iscritti)  | 50 898                     | 69,27                      |
| ↳ Astenuti (% su iscritti) | ↳ Astenuti (% su iscritti)                | ↳ Astenuti (% su iscritti) | 22 577                     | 30,73                      |
|                            |                                           |                            |                            |                            |
|                            | Esito: collegio confermato a Conservatore |                            |                            |                            |

| Partito                    | Partito                                   | Candidato                  | Risultati 8 giugno 2017 | Risultati 8 giugno 2017 |
| Partito                    | Partito                                   | Candidato                  | Voti                    | %                       |
| -------------------------- | ----------------------------------------- | -------------------------- | ----------------------- | ----------------------- |
|                            | Conservatore                              | Robin Walker               | 24 713                  | 48,08                   |
|                            | Laburista                                 | Joy Squires                | 22 223                  | 43,23                   |
|                            | Lib Dem                                   | Stephen Kearney            | 1 757                   | 3,42                    |
|                            | UKIP                                      | Paul Hickling              | 1 354                   | 2,63                    |
|                            | Verdi                                     | Louis Stephen              | 1 211                   | 2,36                    |
|                            | Indipendente                              | Alex Rugg                  | 109                     | 0,21                    |
|                            | Compass Party                             | Mark Shuker                | 38                      | 0,07                    |
|                            |                                           |                            |                         |                         |
| Iscritti                   | Iscritti                                  | Iscritti                   | 72 987                  | 100,00                  |
| ↳ Votanti (% su iscritti)  | ↳ Votanti (% su iscritti)                 | ↳ Votanti (% su iscritti)  | 51 529                  | 70,60                   |
| ↳ Astenuti (% su iscritti) | ↳ Astenuti (% su iscritti)                | ↳ Astenuti (% su iscritti) | 21 458                  | 29,40                   |
|                            |                                           |                            |                         |                         |
|                            | Esito: collegio confermato a Conservatore |                            |                         |                         |

| Partito                    | Partito                                   | Candidato                  | Risultati 7 maggio 2015 | Risultati 7 maggio 2015 |
| Partito                    | Partito                                   | Candidato                  | Voti                    | %                       |
| -------------------------- | ----------------------------------------- | -------------------------- | ----------------------- | ----------------------- |
|                            | Conservatore                              | Robin Walker               | 22 534                  | 45,32                   |
|                            | Laburista                                 | Joy Squires                | 16 888                  | 33,96                   |
|                            | UKIP                                      | James Goad                 | 6 378                   | 12,83                   |
|                            | Verdi                                     | Louis Stephen              | 2 024                   | 4,07                    |
|                            | Lib Dem                                   | Federica Smith             | 1 677                   | 3,37                    |
|                            | TUSC                                      | Pete McNally               | 153                     | 0,31                    |
|                            | Indipendente                              | Mark Shuker                | 69                      | 0,14                    |
|                            |                                           |                            |                         |                         |
| Iscritti                   | Iscritti                                  | Iscritti                   | 71 032                  | 100,00                  |
| ↳ Votanti (% su iscritti)  | ↳ Votanti (% su iscritti)                 | ↳ Votanti (% su iscritti)  | 49 723                  | 70,00                   |
| ↳ Astenuti (% su iscritti) | ↳ Astenuti (% su iscritti)                | ↳ Astenuti (% su iscritti) | 21 309                  | 30,00                   |
|                            |                                           |                            |                         |                         |
|                            | Esito: collegio confermato a Conservatore |                            |                         |                         |

| Partito                    | Partito                                           | Candidato                  | Risultati 6 maggio 2010 | Risultati 6 maggio 2010 |
| Partito                    | Partito                                           | Candidato                  | Voti                    | %                       |
| -------------------------- | ------------------------------------------------- | -------------------------- | ----------------------- | ----------------------- |
|                            | Conservatore                                      | Robin Walker               | 19 358                  | 39,53                   |
|                            | Laburista                                         | Michael Foster             | 16 376                  | 33,44                   |
|                            | Lib Dem                                           | Jackie Alderson            | 9 525                   | 19,45                   |
|                            | UKIP                                              | Jack Bennett               | 1 360                   | 2,78                    |
|                            | BNP                                               | Spencer Kirby              | 1 219                   | 2,49                    |
|                            | Verdi                                             | Louis Stephen              | 735                     | 1,50                    |
|                            | Pirata                                            | Andrew Robinson            | 173                     | 0,35                    |
|                            | Indipendente                                      | Peter Nielsen              | 129                     | 0,26                    |
|                            | Indipendente                                      | Andrew Christian-Brookes   | 99                      | 0,20                    |
|                            |                                                   |                            |                         |                         |
| Iscritti                   | Iscritti                                          | Iscritti                   | 72 877                  | 100,00                  |
| ↳ Votanti (% su iscritti)  | ↳ Votanti (% su iscritti)                         | ↳ Votanti (% su iscritti)  | 48 974                  | 67,20                   |
| ↳ Astenuti (% su iscritti) | ↳ Astenuti (% su iscritti)                        | ↳ Astenuti (% su iscritti) | 23 903                  | 32,80                   |
|                            |                                                   |                            |                         |                         |
|                            | Esito: collegio passa da Laburista a Conservatore |                            |                         |                         |

### Elezioni negli anni 2000
| Partito                    | Partito                                | Candidato                  | Risultati 5 maggio 2005 | Risultati 5 maggio 2005 |
| Partito                    | Partito                                | Candidato                  | Voti                    | %                       |
| -------------------------- | -------------------------------------- | -------------------------- | ----------------------- | ----------------------- |
|                            | Laburista                              | Michael Foster             | 19 421                  | 41,87                   |
|                            | Conservatore                           | Margaret Harper            | 16 277                  | 35,09                   |
|                            | Lib Dem                                | Mary Dhonau                | 7 557                   | 16,29                   |
|                            | UKIP                                   | Richard Chamings           | 1 113                   | 2,40                    |
|                            | BNP                                    | Martin Roberts             | 980                     | 2,11                    |
|                            | Verdi                                  | Chris Lennard              | 921                     | 1,99                    |
|                            | Indipendente                           | Prudence Dowson            | 119                     | 0,26                    |
|                            |                                        |                            |                         |                         |
| Iscritti                   | Iscritti                               | Iscritti                   | 72 368                  | 100,00                  |
| ↳ Votanti (% su iscritti)  | ↳ Votanti (% su iscritti)              | ↳ Votanti (% su iscritti)  | 46 388                  | 64,10                   |
| ↳ Astenuti (% su iscritti) | ↳ Astenuti (% su iscritti)             | ↳ Astenuti (% su iscritti) | 25 980                  | 35,90                   |
|                            |                                        |                            |                         |                         |
|                            | Esito: collegio confermato a Laburista |                            |                         |                         |

| Partito                    | Partito                                | Candidato                  | Risultati 7 giugno 2001 | Risultati 7 giugno 2001 |
| Partito                    | Partito                                | Candidato                  | Voti                    | %                       |
| -------------------------- | -------------------------------------- | -------------------------- | ----------------------- | ----------------------- |
|                            | Laburista                              | Michael Foster             | 21 478                  | 48,58                   |
|                            | Conservatore                           | Richard Adams              | 15 712                  | 35,54                   |
|                            | Lib Dem                                | Paul Chandler              | 5 578                   | 12,62                   |
|                            | UKIP                                   | Richard Chamings           | 1 442                   | 3,26                    |
|                            |                                        |                            |                         |                         |
| Iscritti                   | Iscritti                               | Iscritti                   | 71 306                  | 100,00                  |
| ↳ Votanti (% su iscritti)  | ↳ Votanti (% su iscritti)              | ↳ Votanti (% su iscritti)  | 44 210                  | 62,00                   |
| ↳ Astenuti (% su iscritti) | ↳ Astenuti (% su iscritti)             | ↳ Astenuti (% su iscritti) | 27 096                  | 38,00                   |
|                            |                                        |                            |                         |                         |
|                            | Esito: collegio confermato a Laburista |                            |                         |                         |

## Risultati dei referendum

### Referendum sulla permanenza del Regno Unito nell'Unione europea del 2016
|             | Collegio  | Lasciare UE % | Rimanere in UE % |
| ----------- | --------- | ------------- | ---------------- |
|             | Worcester | 53,7%         | 46,3%            |
| Inghilterra | 53,3%     | 46,7%         |                  |
| Regno Unito | 51,9%     | 48,1%         |                  |